# 朱賓沚
内江康靖王朱宾沚（1491年—1544年11月6日），明朝内江庄懿王朱友墦孙，内江长子朱申鉘庶长子。

## 生平
弘治六年（1493年）二月赐名。
弘治十年（1497年），朱宾沚的父亲朱申鉘去世。正德七年（1512年）十月，朱宾沚的祖父朱友墦去世。正德九年（1514年）四月，朝廷給朱賓沚及宫人趙氏等養贍米每年百石。正德十三年（1518年）六月，明武宗遣清平伯吳傑、禮部左侍郎王瓚、武安侯鄭綱、吏部左侍郎王鴻儒、長寧伯周塘、寧陽侯陳繼祖、隆平伯張瑋、宣城伯衛錞、武平伯陳熹、懷寧侯孫瑛、泰寧侯陳儒、建平伯高霳、東寧伯焦洵、大理寺左寺丞李鐸為正使，鴻臚寺左寺丞張文澍、盧永春、翰林院編修嚴嵩、檢討吳惠、兵部郎中陳簧、員外郎東魯、吏科給事中劉濟、禮科都給事中朱鳴陽、尚寶司丞劉鈗、中書舍人李兆延、吳瑤、行人司行人余廷瓚、詹軾為副使，持節冊封朱賓沚為內江王，夫人崔氏為內江王妃。
正德十四年（1514年）二月，蜀王朱让栩请求和朱賓沚入朝，武宗不许。
嘉靖二十三年（1544年）十月，朱賓沚去世，朝廷按例赐祭葬。
朱賓沚的嫡长子内江长子朱让枌先前去世。嘉靖三十年（1551年）十二月，朱让枌的庶长子朱承㷫受册袭封内江王。

## 评价
- 《弇山堂别集》卷073：温良好樂，寬樂令終。